# Argas cucumerinus
Argas cucumerinus är en fästingart som beskrevs av Neumann 1901. Argas cucumerinus ingår i släktet Argas och familjen mjuka fästingar.
Artens utbredningsområde är Peru. Inga underarter finns listade i Catalogue of Life.